# Tmesisternus

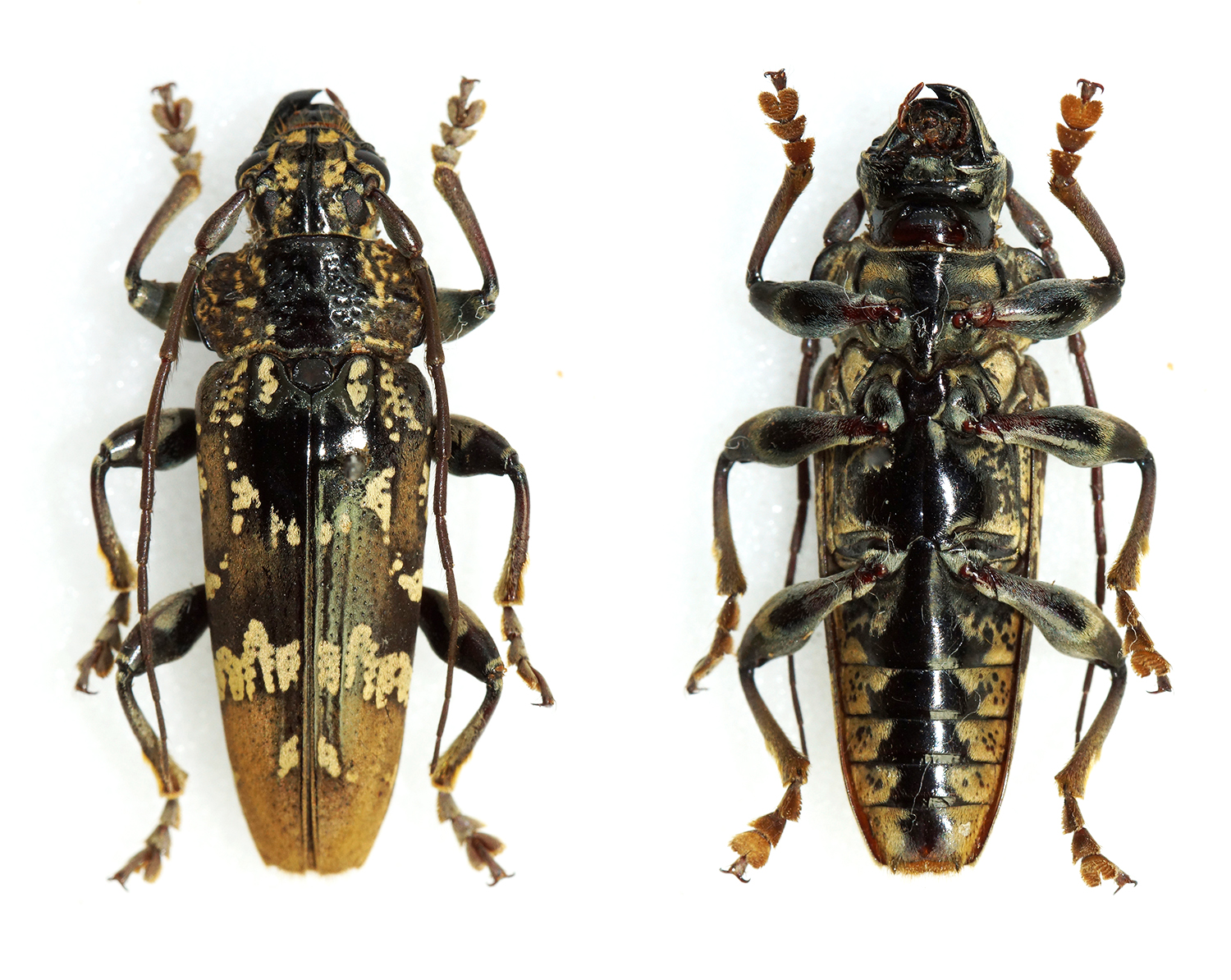
Tmesisternus adspersarius

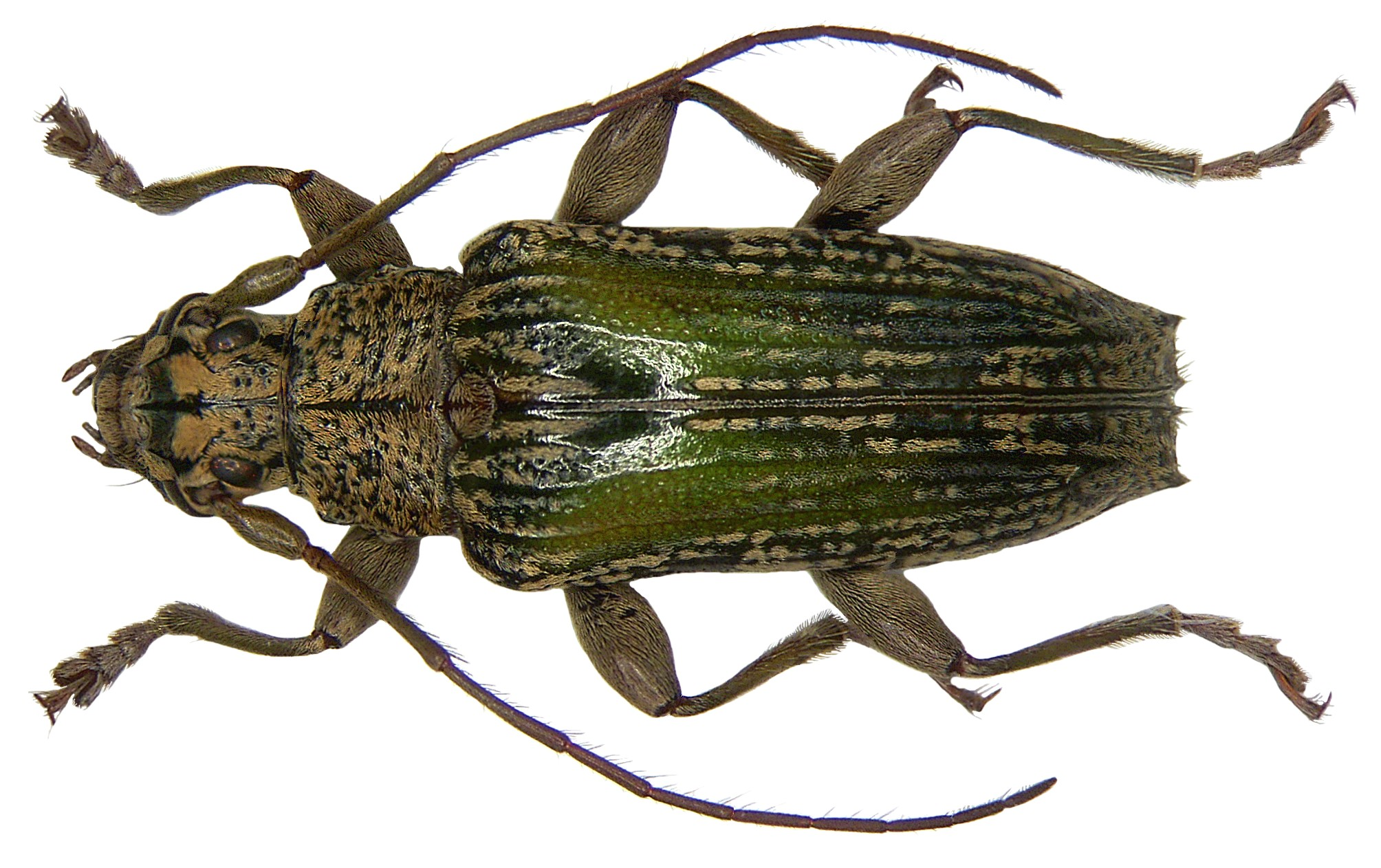
Tmesisternus arfakianus

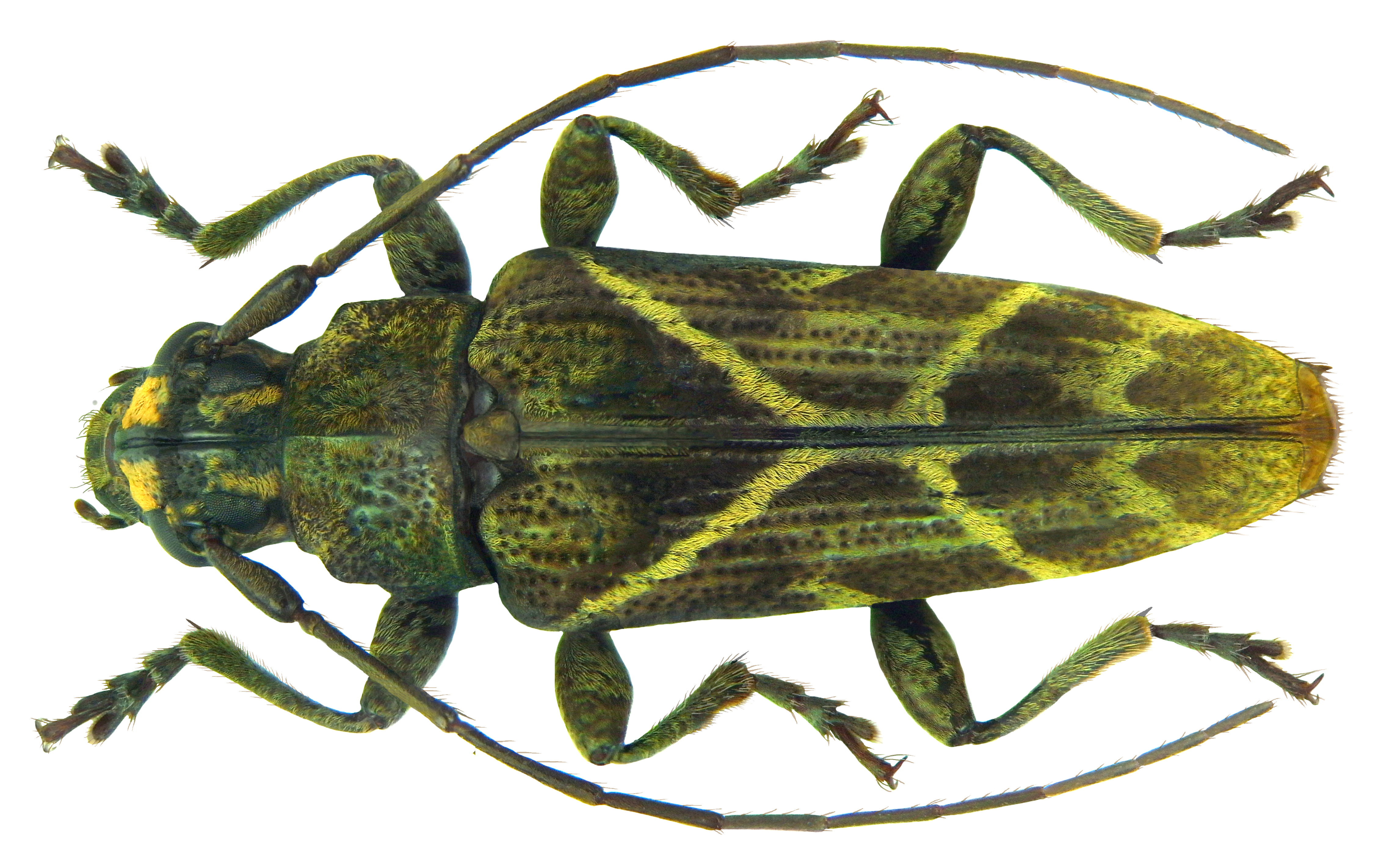
Tmesisternus biarciferus

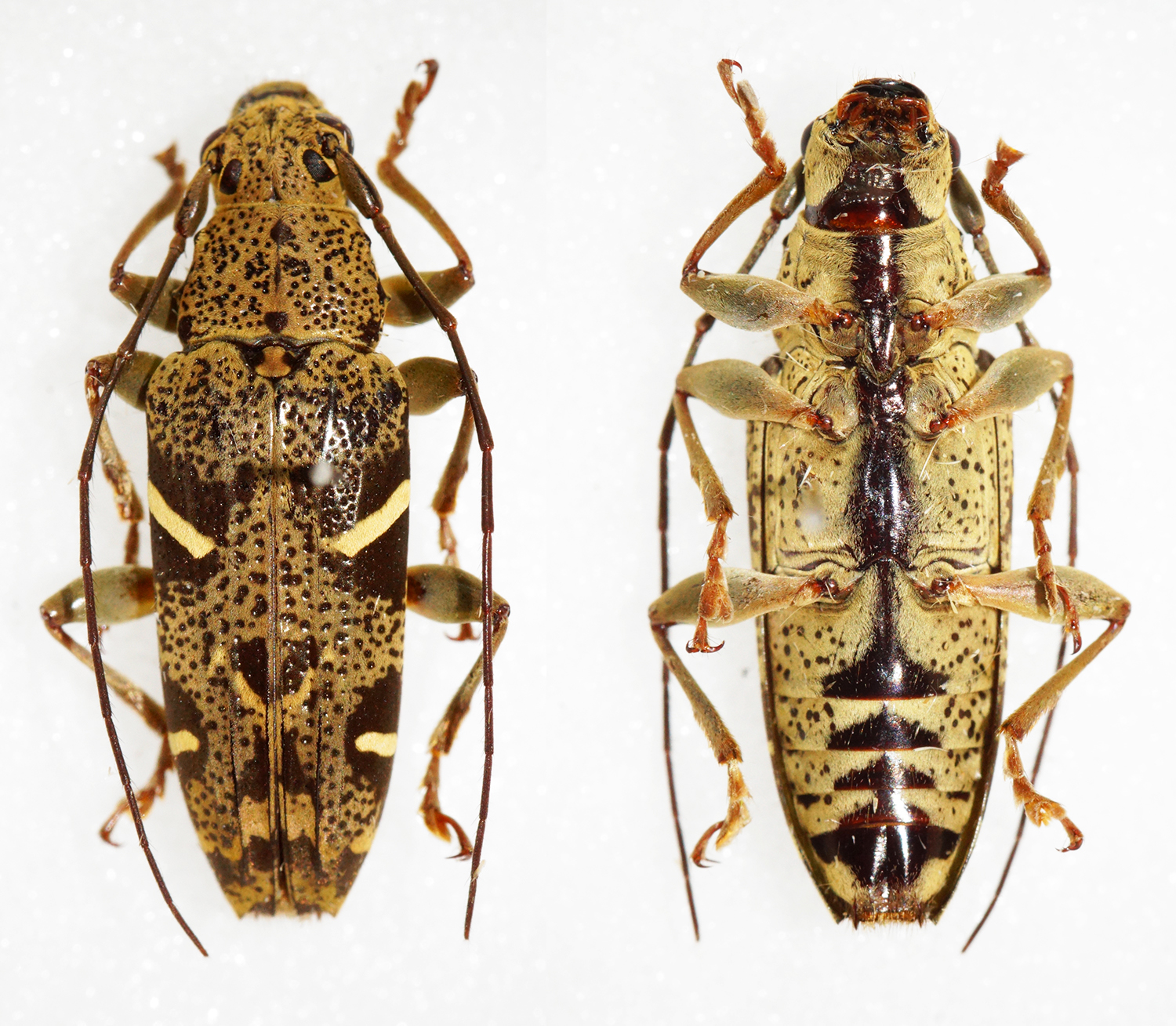
Tmesisternus dissimilis

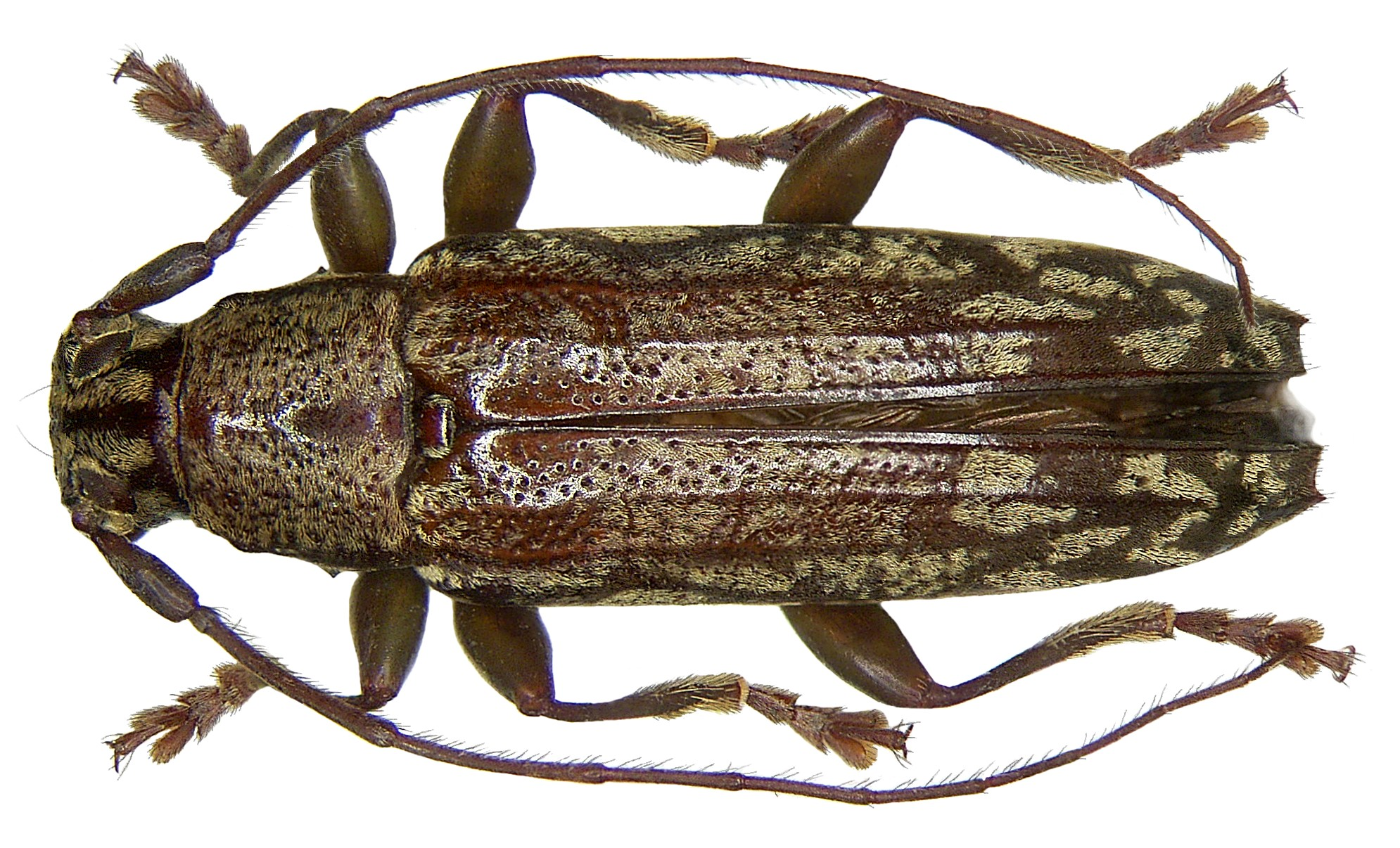
Tmesisternus fergussoni

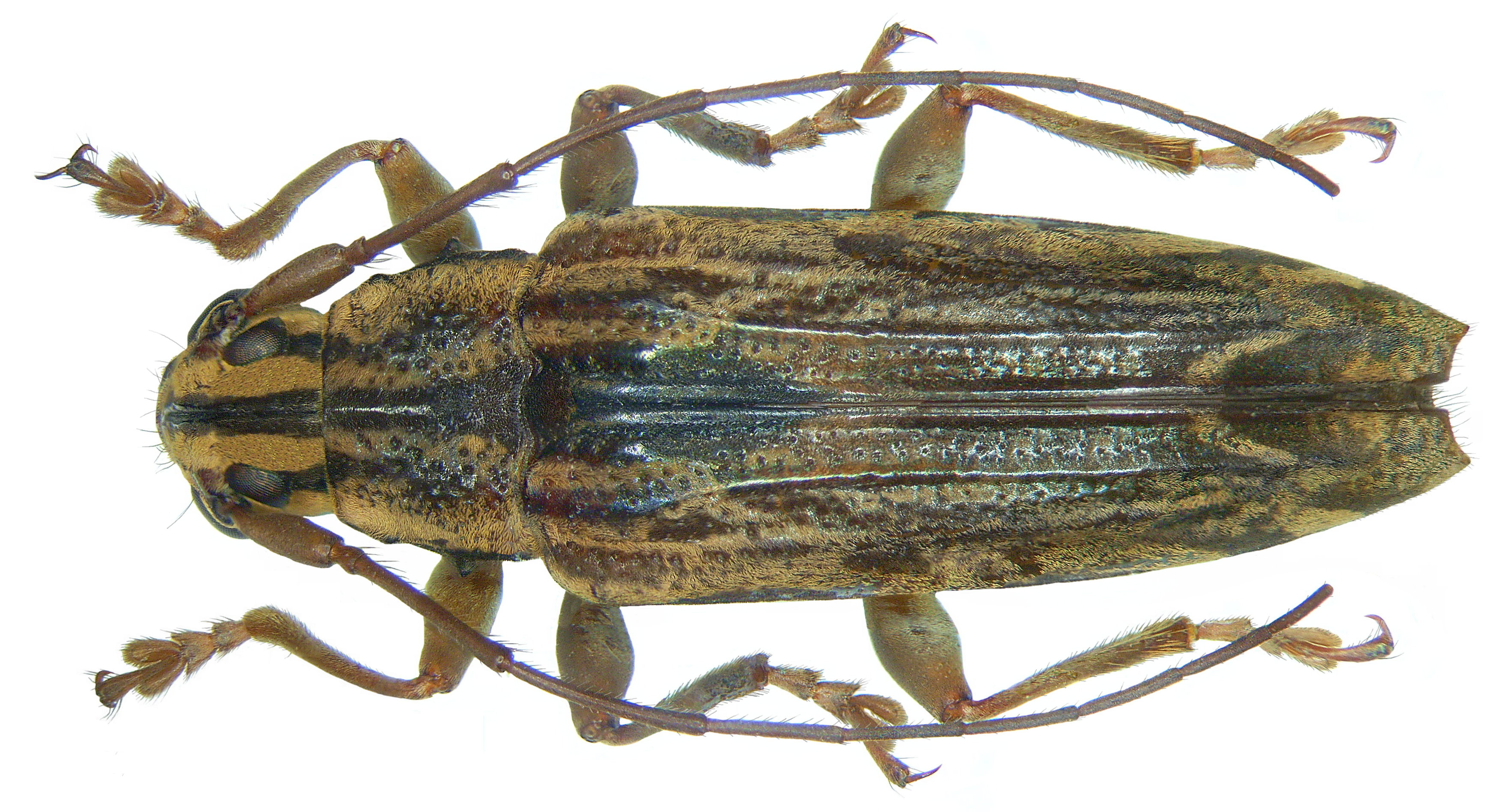
Tmesisternus geelvinkianus

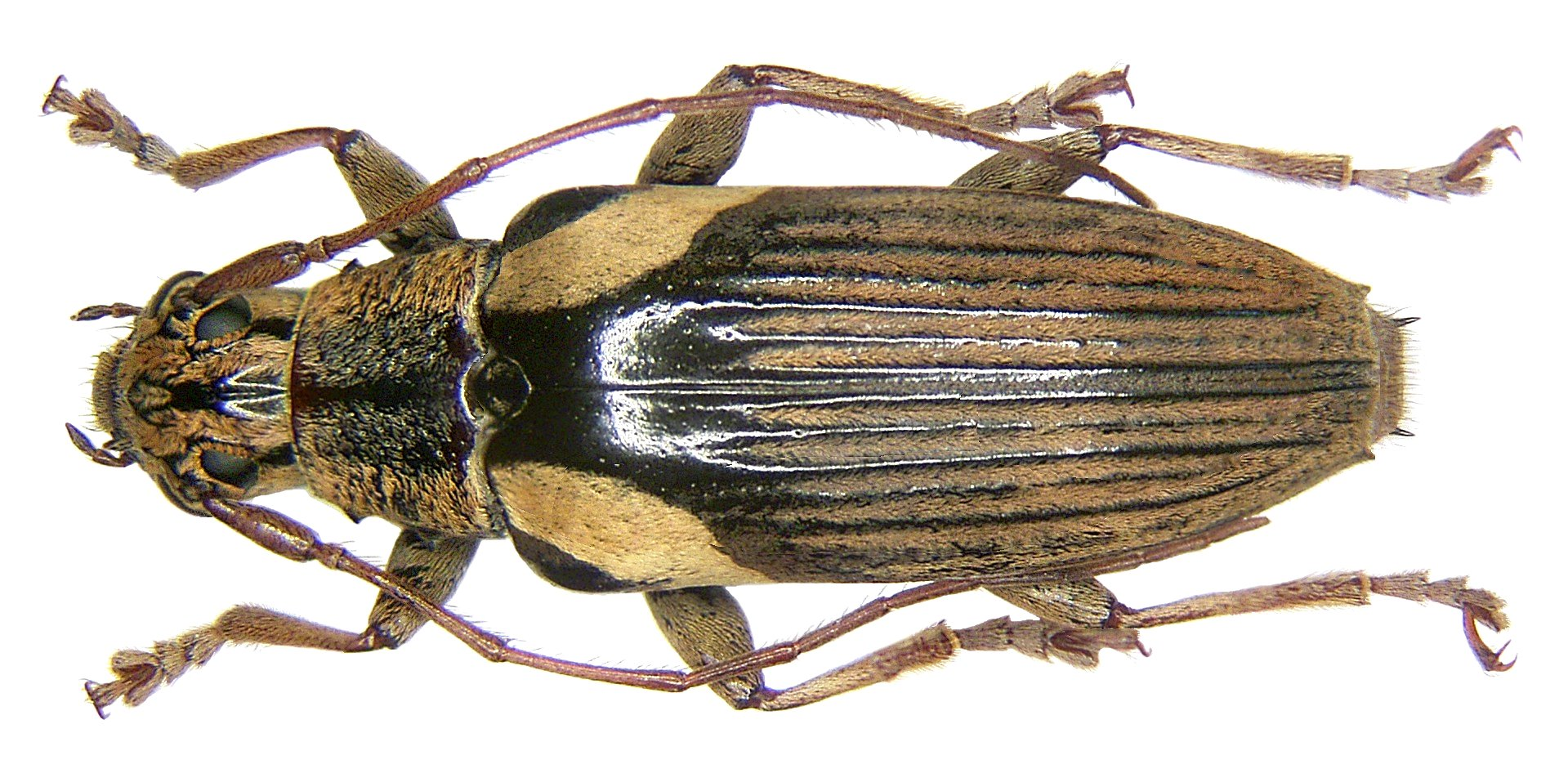
Tmesisternus humeralis

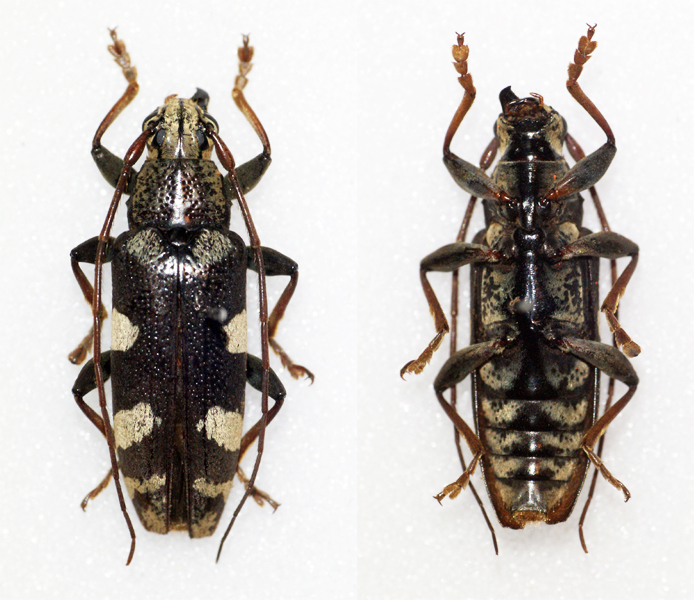
Tmesisternus lepidus

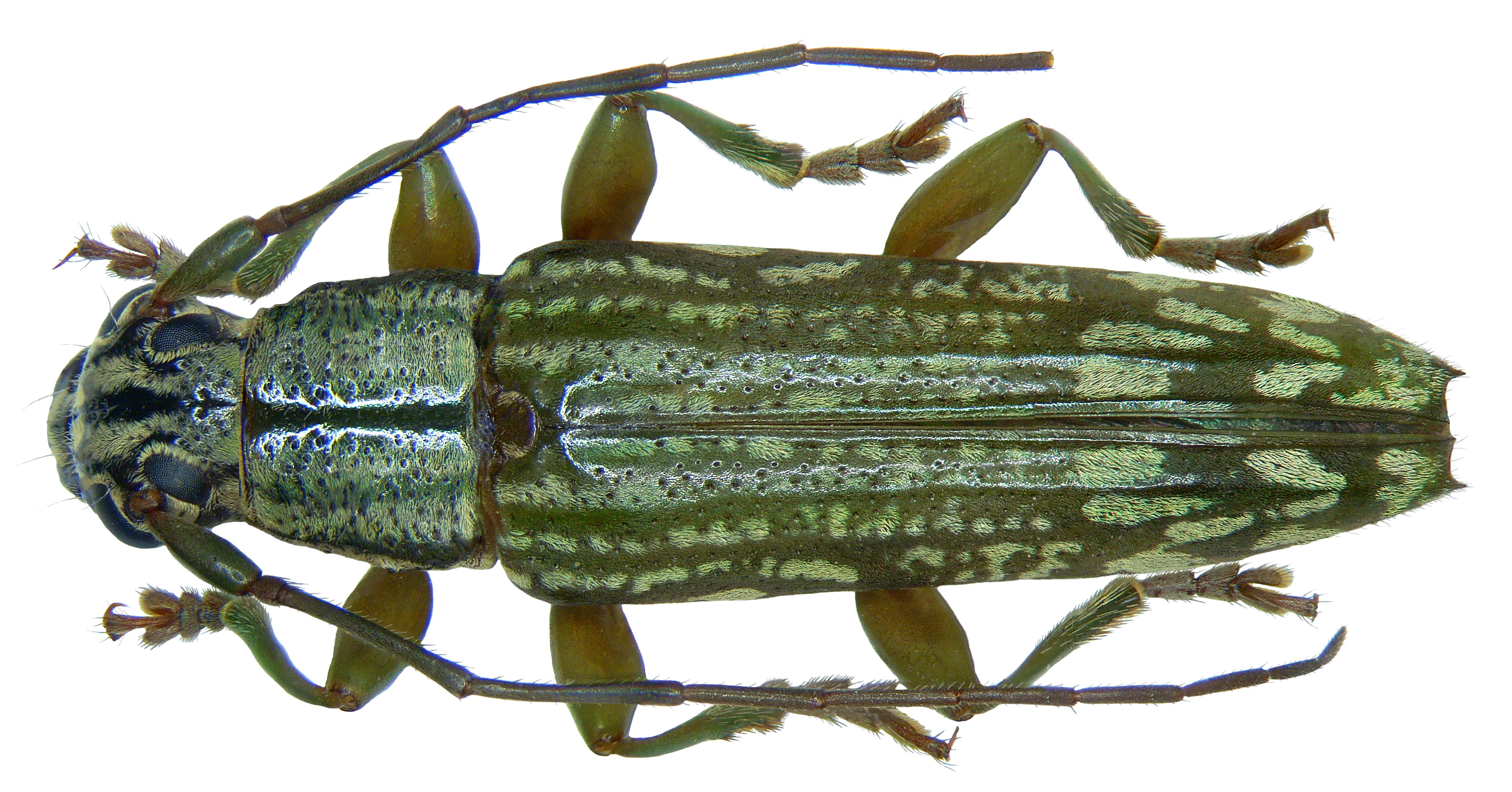
Tmesisternus monticola

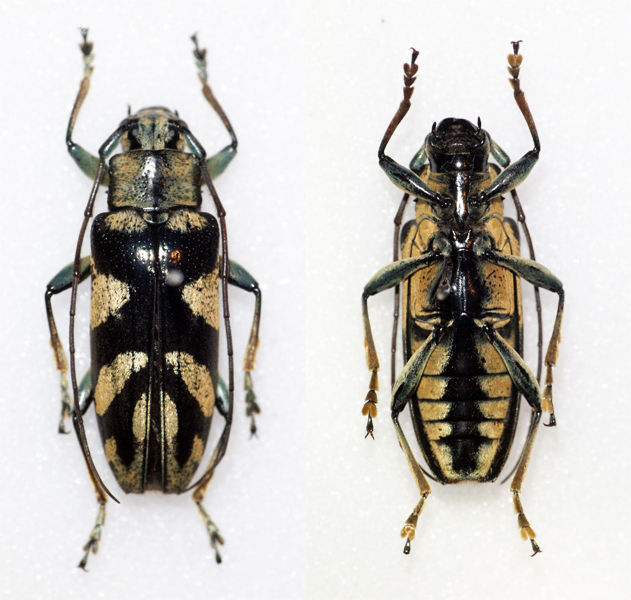
Tmesisternus ochraceosignatus

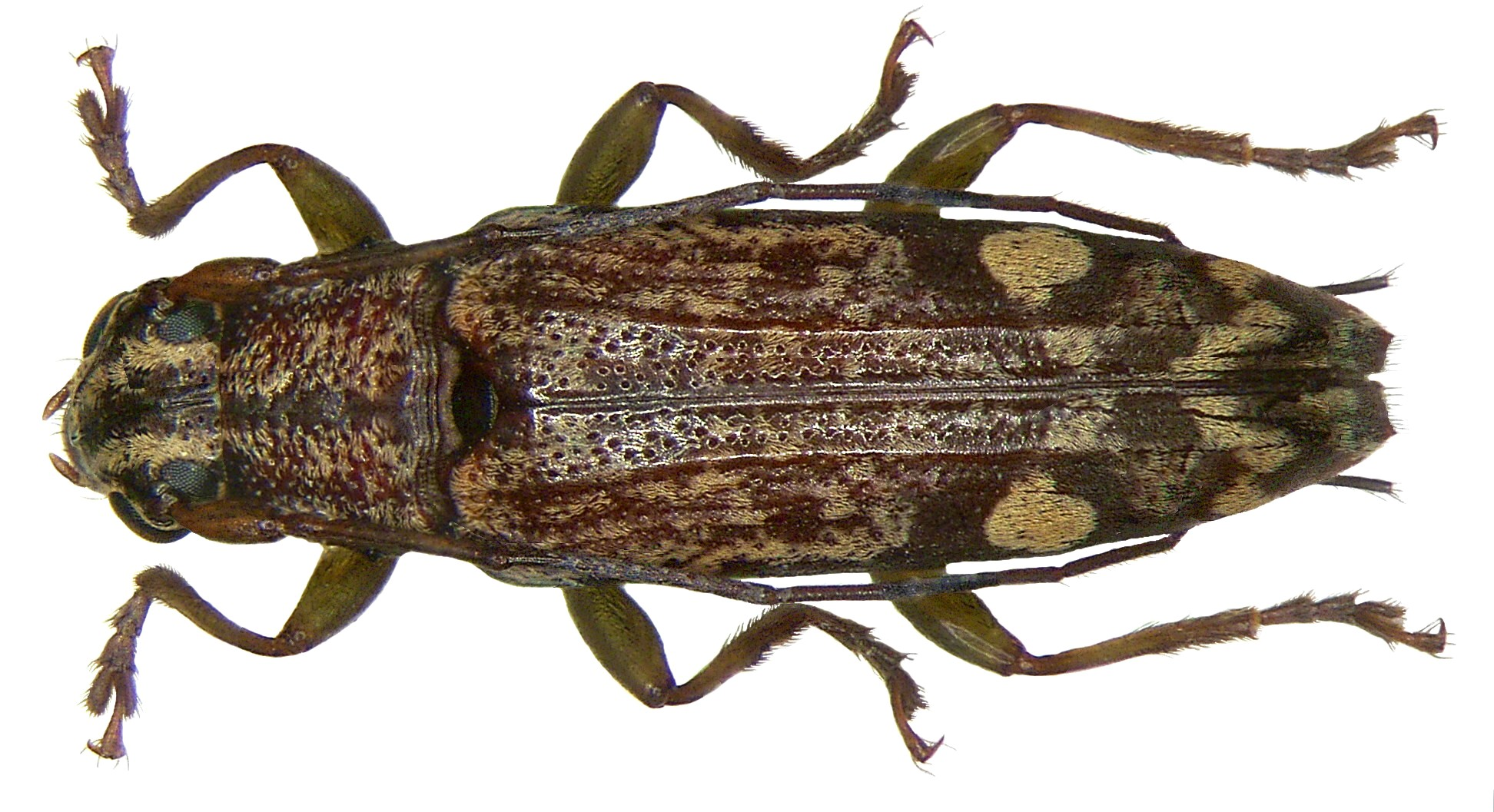
Tmesisternus postmaculatus

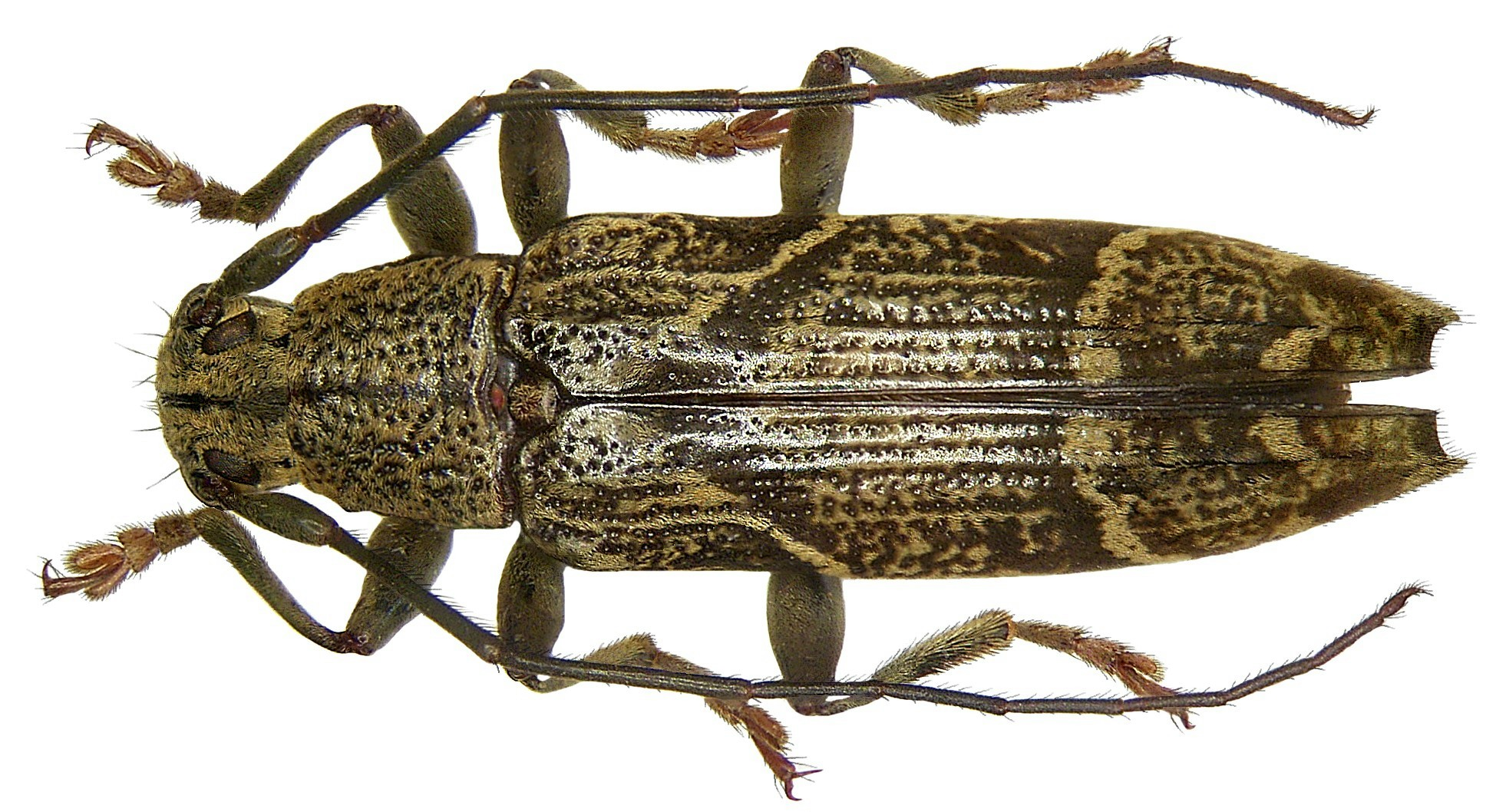
Tmesisternus replicatus

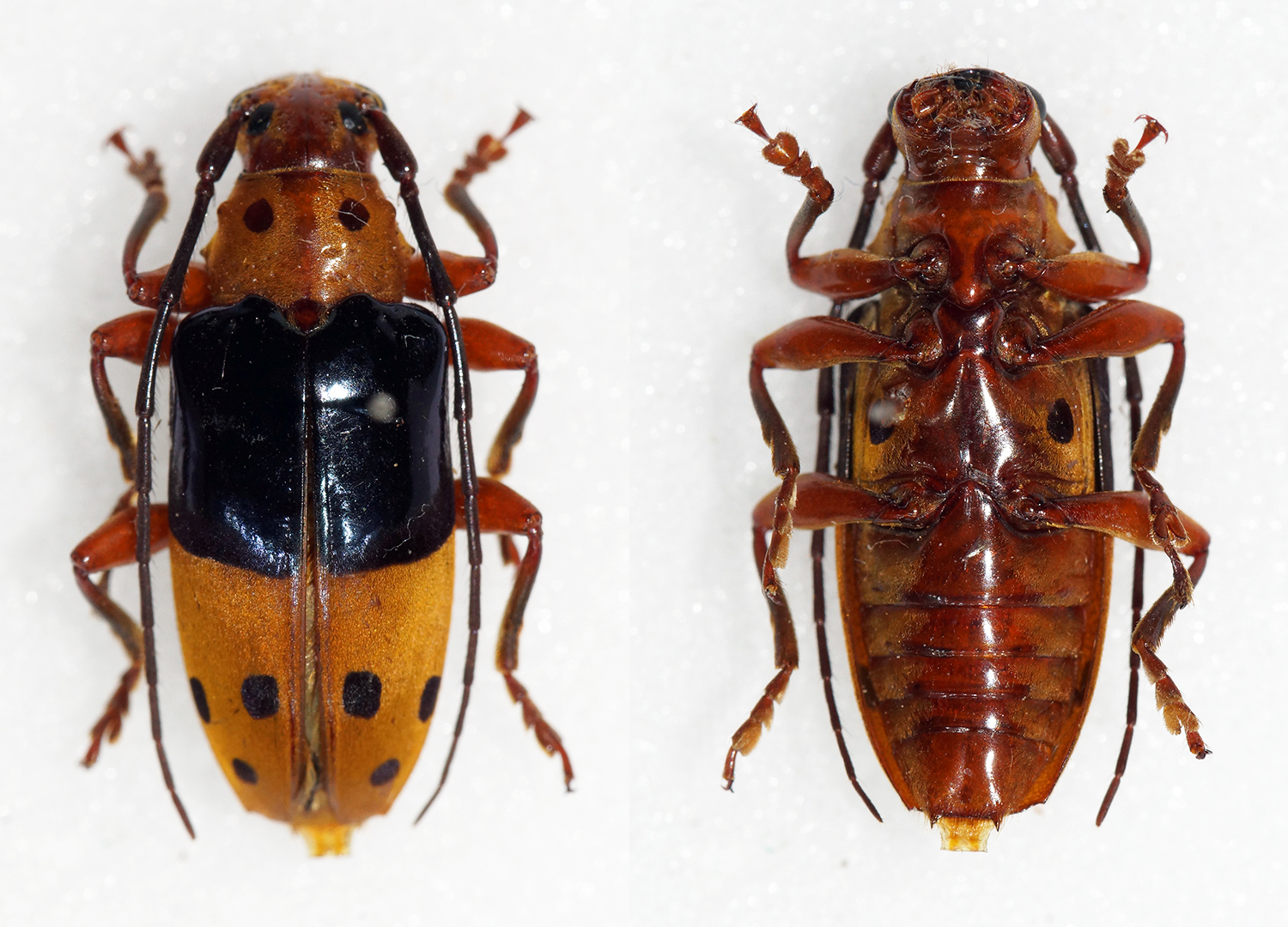
Tmesisternus speciosus

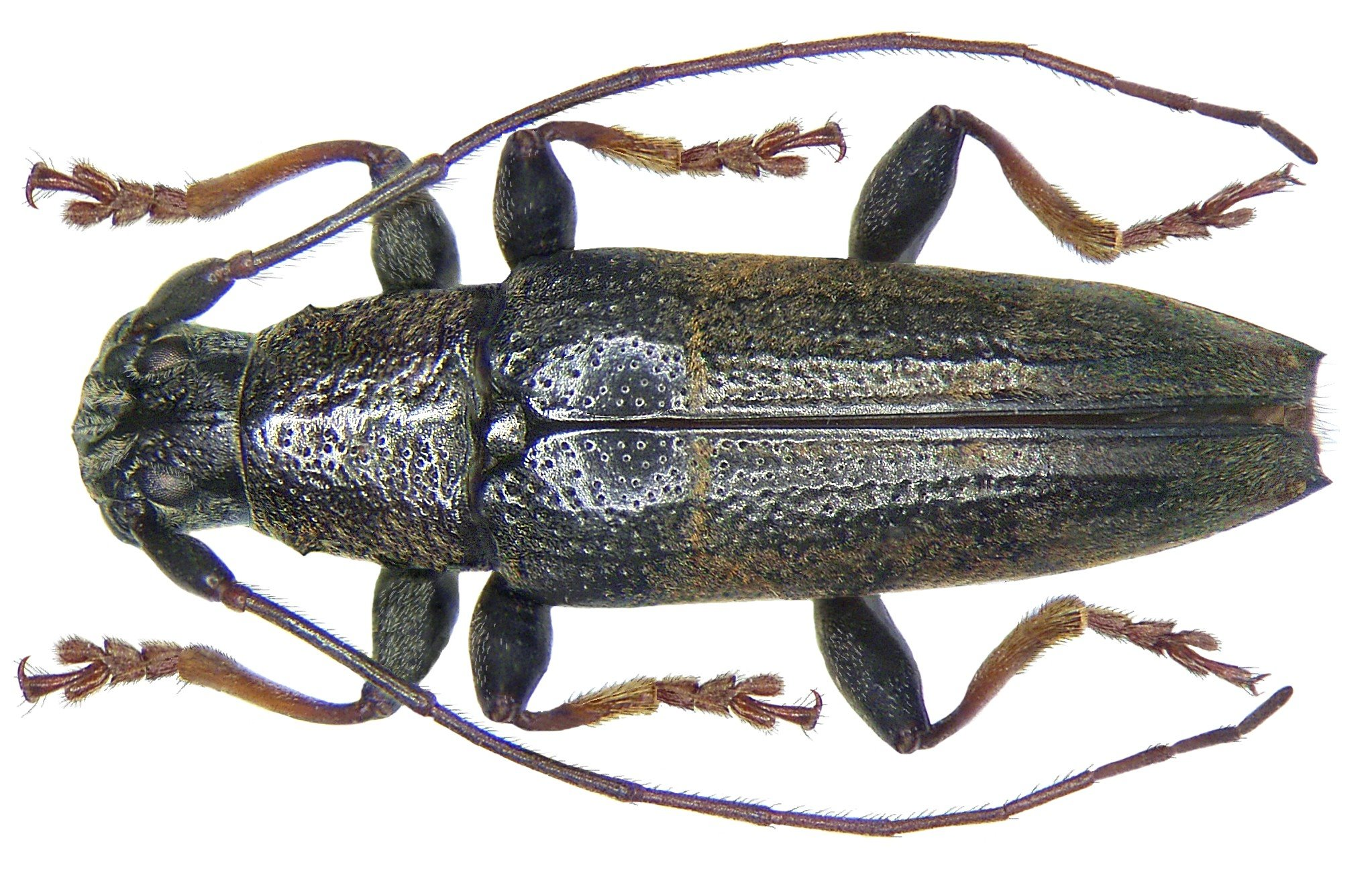
Tmesisternus transversatus

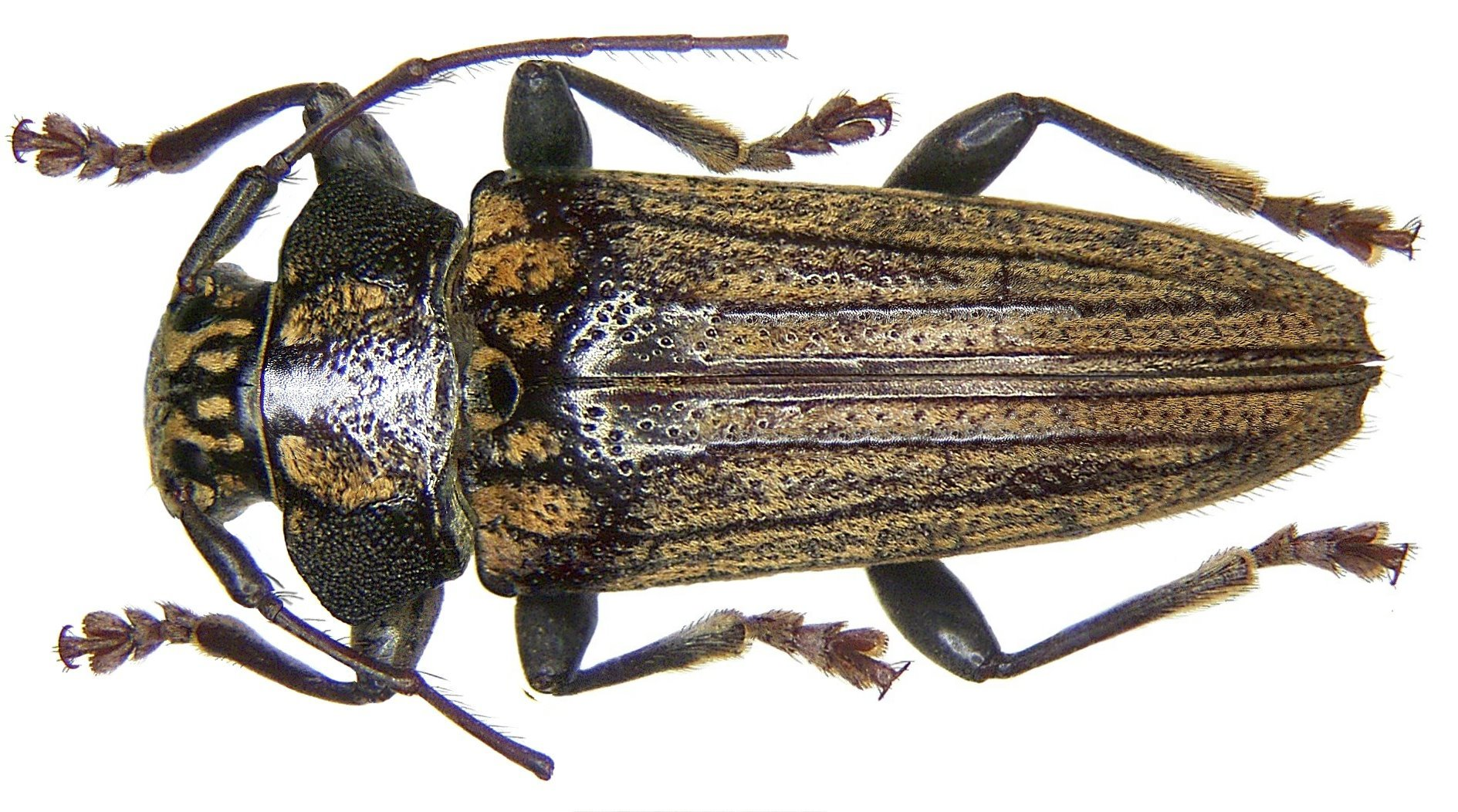
Tmesisternus venatus

Tmesisternus – rodzaj chrząszczy z rodziny kózkowatych.

## Zasięg występowania
Przedstawiciele tego rodzaju występują w płn-wsch. Australii, na Wyspach Salomona, Archipelagu Bismarcka Nowej Gwinei oraz we wsch. Indonezji po Celebes i Jawę.

## Systematyka
Do Tmesisternus należy 306 gatunków:

- Tmesisternus abmisibilis
- Tmesisternus adspersarius
- Tmesisternus adspersus
- Tmesisternus aeneofasciatus
- Tmesisternus affinis
- Tmesisternus agrarius
- Tmesisternus agriloides
- Tmesisternus albari
- Tmesisternus albertisi
- Tmesisternus albovittatus
- Tmesisternus andaii
- Tmesisternus andreas
- Tmesisternus angae
- Tmesisternus anomalus
- Tmesisternus apicalis
- Tmesisternus arabukae
- Tmesisternus araucarius
- Tmesisternus arfakianus
- Tmesisternus asaroanus
- Tmesisternus assimilis
- Tmesisternus atrofasciatus
- Tmesisternus attenuatus
- Tmesisternus aubrooki
- Tmesisternus avarus
- Tmesisternus batchianensis
- Tmesisternus bazuini
- Tmesisternus beehleri
- Tmesisternus benjamini
- Tmesisternus bezarki
- Tmesisternus biarciferus
- Tmesisternus bifoveatus
- Tmesisternus bifuscomaculatus
- Tmesisternus bilaterimaculatus
- Tmesisternus bioculatus
- Tmesisternus bizonulatus
- Tmesisternus bodemensis
- Tmesisternus bolanicus
- Tmesisternus bosavi
- Tmesisternus bosaviensis
- Tmesisternus bosavius
- Tmesisternus brandti
- Tmesisternus brassi
- Tmesisternus breuningi
- Tmesisternus brevespinosus
- Tmesisternus bruijni
- Tmesisternus burgersi
- Tmesisternus canofasciatus
- Tmesisternus carlae
- Tmesisternus cinnamomeus
- Tmesisternus clissoldi
- Tmesisternus coloribus
- Tmesisternus conicicollis
- Tmesisternus convexus
- Tmesisternus costatus
- Tmesisternus costiceps
- Tmesisternus costipennis
- Tmesisternus costulatus
- Tmesisternus cuneatus
- Tmesisternus cupreosignatus
- Tmesisternus curvatolineatus
- Tmesisternus defobi
- Tmesisternus demissus
- Tmesisternus densepunctatus
- Tmesisternus denticollis
- Tmesisternus devosi
- Tmesisternus digoelae
- Tmesisternus discomaculatus
- Tmesisternus dissimilis
- Tmesisternus distinctus
- Tmesisternus divisus
- Tmesisternus dohertyi
- Tmesisternus dubius
- Tmesisternus elateroides
- Tmesisternus elegans
- Tmesisternus eliptaminus
- Tmesisternus ellenae
- Tmesisternus elvirae
- Tmesisternus excellens
- Tmesisternus finisterrae
- Tmesisternus flavolineatipennis
- Tmesisternus flavolineatus
- Tmesisternus flavovittatus
- Tmesisternus floorjansenae
- Tmesisternus florensis
- Tmesisternus floresianus
- Tmesisternus flyensis
- Tmesisternus frogatti
- Tmesisternus fulgens
- Tmesisternus fumatus
- Tmesisternus fuscosignatus
- Tmesisternus gabrieli
- Tmesisternus geelvinkianus
- Tmesisternus geniculatus
- Tmesisternus gerstmeieri
- Tmesisternus giluwe
- Tmesisternus glabrum
- Tmesisternus goilalae
- Tmesisternus gracilis
- Tmesisternus gressitti
- Tmesisternus grimmi
- Tmesisternus griseovittatus
- Tmesisternus griseus
- Tmesisternus habbemanus
- Tmesisternus helleri
- Tmesisternus herbaceus
- Tmesisternus heurni
- Tmesisternus hieroglyphicus
- Tmesisternus holzschuhi
- Tmesisternus hoyoisi
- Tmesisternus huedepohli
- Tmesisternus humeralis
- Tmesisternus imitans
- Tmesisternus immitis
- Tmesisternus indistinctelineatus
- Tmesisternus insularis
- Tmesisternus intricatus
- Tmesisternus irregularis
- Tmesisternus isabellae
- Tmesisternus jakli
- Tmesisternus japeni
- Tmesisternus jaspideus
- Tmesisternus joliveti
- Tmesisternus kaindi
- Tmesisternus kapauku
- Tmesisternus karimui
- Tmesisternus keitocali
- Tmesisternus kurima
- Tmesisternus lacustris
- Tmesisternus laensis
- Tmesisternus laevis
- Tmesisternus lamingtonus
- Tmesisternus lansbergei
- Tmesisternus lateralis
- Tmesisternus laterimaculatus
- Tmesisternus latifascia
- Tmesisternus latithorax
- Tmesisternus lepidus
- Tmesisternus lictorius
- Tmesisternus liebeni
- Tmesisternus lineatus
- Tmesisternus loebli
- Tmesisternus lordbergia
- Tmesisternus lotor
- Tmesisternus lucens
- Tmesisternus ludificator
- Tmesisternus lugubris
- Tmesisternus luteostriatus
- Tmesisternus maai
- Tmesisternus mamberamo
- Tmesisternus margaretae
- Tmesisternus marginalis
- Tmesisternus marmoratus
- Tmesisternus mehli
- Tmesisternus meridionalis
- Tmesisternus metalliceps
- Tmesisternus mewana
- Tmesisternus mimethes
- Tmesisternus modestus
- Tmesisternus mokwamensis
- Tmesisternus montanus
- Tmesisternus monteithi
- Tmesisternus monticola
- Tmesisternus mucronatus
- Tmesisternus multiplicatus
- Tmesisternus nabirensis
- Tmesisternus nami
- Tmesisternus nielsius
- Tmesisternus niger
- Tmesisternus nigrofasciatus
- Tmesisternus nigrotriangularis
- Tmesisternus nitidus
- Tmesisternus obliquefasciatus
- Tmesisternus obliquelineatus
- Tmesisternus obliquevittatus
- Tmesisternus oblongus
- Tmesisternus obsoletus
- Tmesisternus obtusatus
- Tmesisternus ochraceosignatus
- Tmesisternus ochreomaculatus
- Tmesisternus ochrostictus
- Tmesisternus octopunctatus
- Tmesisternus olthofi
- Tmesisternus opalescens
- Tmesisternus oransbarius
- Tmesisternus ornatus
- Tmesisternus paniae
- Tmesisternus papuanus
- Tmesisternus parasulcatus
- Tmesisternus parobiensis
- Tmesisternus parvus
- Tmesisternus pauli
- Tmesisternus persimilis
- Tmesisternus petechialis
- Tmesisternus phaleratus
- Tmesisternus planicollis
- Tmesisternus planus
- Tmesisternus pleuristictus
- Tmesisternus politus
- Tmesisternus popondettae
- Tmesisternus postfasciatus
- Tmesisternus postflavescens
- Tmesisternus postglaber
- Tmesisternus prasinatus
- Tmesisternus pseudintricatus
- Tmesisternus pseudirregularis
- Tmesisternus pseudissimilis
- Tmesisternus pseudohieroglyphicus
- Tmesisternus pseudomonticola
- Tmesisternus pseudosuperans
- Tmesisternus pseudotesselatus
- Tmesisternus pseudoviridescens
- Tmesisternus pteridophytae
- Tmesisternus pullus
- Tmesisternus pulvereoides
- Tmesisternus pulvereus
- Tmesisternus quadrimaculatus
- Tmesisternus quadriplagiatus
- Tmesisternus quadripunctatus
- Tmesisternus quadripustulatus
- Tmesisternus quateae
- Tmesisternus ramues
- Tmesisternus ramues
- Tmesisternus reductus
- Tmesisternus renii
- Tmesisternus replicatus
- Tmesisternus riedeli
- Tmesisternus rossi
- Tmesisternus rotundipennis
- Tmesisternus ruficornis
- Tmesisternus rufipes
- Tmesisternus rufotriangularis
- Tmesisternus salomonus
- Tmesisternus samuelsoni
- Tmesisternus schaumii
- Tmesisternus schepmani
- Tmesisternus schraderi
- Tmesisternus schutzei
- Tmesisternus sedlaceki
- Tmesisternus semivittatus
- Tmesisternus separatus
- Tmesisternus sepicanus
- Tmesisternus septempunctatus
- Tmesisternus seriemaculatus
- Tmesisternus sexcostatus
- Tmesisternus sexmaculatus
- Tmesisternus shanahani
- Tmesisternus skalei
- Tmesisternus soembanus
- Tmesisternus speciosus
- Tmesisternus stellae
- Tmesisternus strigosus
- Tmesisternus subadspersus
- Tmesisternus subalpinus
- Tmesisternus subaureus
- Tmesisternus subbilineatus
- Tmesisternus subchlorus
- Tmesisternus subsimilis
- Tmesisternus subtriangularis
- Tmesisternus subuniformis
- Tmesisternus subvenatus
- Tmesisternus subvinculatus
- Tmesisternus sulcatellus
- Tmesisternus sulcatus
- Tmesisternus superans
- Tmesisternus sylvanicus
- Tmesisternus szentivanyi
- Tmesisternus telnovi
- Tmesisternus teragrammus
- Tmesisternus tersus
- Tmesisternus tessellatus
- Tmesisternus testegaus
- Tmesisternus timorlautensis
- Tmesisternus tolai
- Tmesisternus torridus
- Tmesisternus toxopei
- Tmesisternus transversatus
- Tmesisternus transversefasciatus
- Tmesisternus transversevittatus
- Tmesisternus transversus
- Tmesisternus trapezicollis
- Tmesisternus triangularis
- Tmesisternus trilineatus
- Tmesisternus ubelsae
- Tmesisternus udoschmidti
- Tmesisternus unipunctatus
- Tmesisternus vagefasciatus
- Tmesisternus vagejaspideus
- Tmesisternus vagus
- Tmesisternus variegatus
- Tmesisternus venatus
- Tmesisternus villaris
- Tmesisternus vinculatus
- Tmesisternus virens
- Tmesisternus virescens
- Tmesisternus viridescens
- Tmesisternus viridipennis
- Tmesisternus viridis
- Tmesisternus wallacei
- Tmesisternus wasiorensis
- Tmesisternus watutius
- Tmesisternus wauensis
- Tmesisternus weigeli
- Tmesisternus wiedenfeldi
- Tmesisternus yokoi
- Tmesisternus ziczac